# Lisardo Guarinos
Lisardo Guarinos  (Valencia, Spanyolország, 1970. október 7. –) spanyol színész és énekes.

## Élete
2008-ban feleségül vette Lisset mexikói énekes-színésznőt.

## Telenovellák
- En tierras salvajes (2017) - Carlos Molina
- Amor de Barrio ( Paloma) (2015) - Adalberto Cruz
- Mi corazón es tuyo (Szerelem ajándékba) (2014) - Enrique Basurto
- De que te quiero, te quiero (2013) - Carlos Pereira / Roberto Esparza
- Amores verdaderos (Rabok és szeretők)  (2013) - Joan Constantin / Carlos González
- Esperanza del corazón (2011-2012) - Aldo Cabral
- Cuando me enamoro (Időtlen szerelem) (2010-2011) - Agustín Dunant
- Corazón salvaje (Vad szív) (2009) - Federico Martín del Campo
- Alma de hierro (2008-2009) - Diego Galindo
- Palabra de mujer (2008) - Hernán Gil
- Lola, érase una vez (2007-2008) - Franz Wolfgang
- Yo amo a Juan Querendón (2007) - Gustavo
- Amar sin límites (2006) - Piero Escobar
- Rebelde (2006) - Martín / Octavio Reverte

## Díjak és jelölések

### TVyNovelas-díj
| Év   | Kategória              | Cím                   | Eredmény |
| ---- | ---------------------- | --------------------- | -------- |
| 2012 | Legjobb férfi főgonosz | Esperanza del corazón | Jelölés  |